# Эверартс, Николаас
Николаас Эверартс (лат. Nicolaus Everardi, нидерл. Klaas Evertszoon, около 1462[…], Grijpskerke, Зеландия — 1532[…], Мехелен) — нидерландский (провинция Зеландия) юрист и государственный деятель. Отец поэта Иоанна Секунда.
Клаас Эвертсзон родился в 1461 или 1462 году в Грийпскерке (Grijpskerke) близ Мидделбурга на острове Валхерен. С 1479 года он учился в Лёвене. Получив звание доктора обоих прав (римского и канонического) 11 июня 1493 года, ещё несколько лет продолжал изучение гражданского права. В 1496 году Эверартс поступил на службу к епископу Камбре Хендрику ван Берген, первому покровителю Эразма Роттердамского. После смерти епископа в 1502 году Эверартс вернулся в университет, ректором которого был избран в 1504 году. После краткого членства во вновь учреждённом Большом совете Мехелена переехал в Гаагу, где был членом, а с 1509 года президентом Совета Голландии. В 1528 году вернулся в Мехелен и возглавил Большой Совет, сменив Йоста Лауверейнса (Joost Lauwereyns). Юридическая и государственная деятельность Эверартса плохо изучена и известна в основном по его собственным юридическим трудам, главным из которых являются изданные посмертно «Consilia» (Лёвен, 1554).
Эверартс переписывался с Эразмом Роттердамским и оказывал поддержку в Совете его позиции в спорах эпохи Реформации. Эразм был также знаком с тремя сыновьями Эверартса. Всего у Николаас в браке с Элизабет ван Бладель (ум. 1548) было 11 детей, из которых 8 пережило смерть отца.